# Репное (Тамбовская область)
Репное — село в Уваровском районе Тамбовской области России. Входит в состав Моисеево-Алабушского сельсовета.

## География
Село находится на расстоянии 20 км к юго-западу от города Уварово, административного центра района.  

### Часовой пояс
Село Репное, как и вся Тамбовская область, находится в часовой зоне МСК (московское время). Смещение применяемого времени относительно UTC составляет +3:00.

## Население
| 2002 | 2010 |
| ---- | ---- |
| 305  | ↘272 |

### Национальный состав
Согласно результатам переписи 2002 года, в национальной структуре населения русские составляли 99 % из 305 чел.